# Peixe-Boi (Pará)
Peixe-Boi é um município brasileiro do estado do Pará. Localiza-se a uma latitude 01º11'31" sul e a uma longitude 47º18'44" oeste, estando a uma altitude de 34 metros. Sua população estimada em 2016 era de 7.867 habitantes.
Possui uma área de 450,29 km².

## História
Localizado no nordeste do estado do Pará, o então território de Peixe-Boi surgiu como um distrito pertencente à cidade de Nova Timboteua, às margens da extinta Estrada de Ferro de Bragança, tendo conseguido sua emancipação como município no ano de 1961. 